# ノア・グローバルエンタテインメント
ノア・グローバルエンタテインメント株式会社（英: NOAH GLOBAL ENTERTAINMENT INC.）は、かつて存在した日本のプロレス団体運営会社。プロレスリング・ノアの運営母体だった。旧社名はエストビー株式会社。2020年にDDTプロレスリングとの合併で株式会社CyberFightになった。

## 概要
2000年6月に全日本プロレスを退団した三沢光晴が中心となり新団体を旗揚げするのに伴い、7月7日に株式会社プロレスリング・ノアを設立してプロレスリング・ノアの運営を行っていた。
2016年11月「エストビー株式会社」に事業を譲渡し、1週間後に社名を「ノア・グローバルエンタテインメント株式会社」に変更した。

## 歴史
2016年
- 11月1日、プロレスリング・ノアの運営を株式会社プロレスリング・ノアから「エストビー株式会社」に譲渡[4]。エストビー社代表の不破洋介が代表取締役を務め、エストビー社執行役員で元全日本プロレス代表取締役社長の内田雅之が取締役会長、プロレスリング・ノア前代表取締役社長の田上明が相談役に就任[9]。
- 11月7日、エストビー株式会社が社名をノア・グローバルエンタテインメント株式会社に変更[10]。

2017年
- 1月、団体発足時から事務所と道場があるディファ有明が2018年6月に閉鎖されることにより、水道橋に本社機能を移転[11]。
- 2月、田上明が相談役を退任[12]。

2018年
- 12月28日、リデットエンターテインメント株式会社がノア・グローバルエンタテインメント株式会社の株式75%を取得して同日付にて子会社化[6][13]。

2019年
- 1月29日、ノア・グローバルエンタテインメント取締役会長の内田雅之が1月末日をもって退任してリデットエンターテインメントの特別顧問に就任（同年3月末で退任）[14][15][16]。事務所を水道橋から有楽町のリデットエンターテインメント本社フロアに移転[17]。
- 3月25日、取締役会長兼最高執行責任者に新原孝一が就任[18]。
- 5月31日、旧エストビー時代から社長を務めていた不破洋介が退任してリデット社代表取締役社長の鈴木裕之が代表取締役に、元新日本プロレス執行役員の武田有弘が取締役社長に就任[19]。
- 11月1日、田村潔司がリデット社の社外取締役兼エグゼクティブディレクターに就任[20]。
- 11月18日、取締役社長の武田有弘が代表取締役に昇進[21]。

2020年
- 1月29日、サイバーエージェント本社で記者会見を開き、株式会社サイバーエージェントがノア・グローバルエンタテインメント株式会社の100%株式を取得してノアGE社を連結子会社化[7][22]。新社長にはDDTプロレスリング代表取締役社長の高木三四郎が社長業を兼務する形で就き[注 1]、丸藤正道が取締役副社長を務め、ノアGE社の前代表取締役の武田有弘は執行役員に就任[22]。
- 4月1日、本社事務所を有楽町のリデット社本社フロアから、新宿のDDTプロレスリング事務所が入居するビルに移転[23]。
- 7月27日、株式会社DDTプロレスリング、ノア・グローバルエンタテインメント株式会社、株式会社DDTフーズの3社が経営統合し、プロレス事業会社設立を発表[8][24]。
- 8月31日DDTプロレスリングに吸収合併される形で消滅[8]。9月1日、株式会社サイバーエージェントのプロレス事業子会社「株式会社CyberFight」始動[8]。

## 歴代役員
- 初代代表取締役社長 : 不破洋介
  - 取締役会長 : 内田雅之
  - 取締役会長兼最高執行責任者 : 新原孝一
  - 取締役 : 伊藤大介
  - 取締役 : 南雲亮
  - 監査役 : 不破礼子
  - 相談役 : 田上明
- 第2代代表取締役 : 鈴木裕之
  - 取締役会長 : 新原孝一
  - 取締役社長 : 武田有弘
- 第3代代表取締役社長 : 武田有弘
  - 取締役会長兼最高執行責任者 : 新原孝一
- 第4代代表取締役社長 : 高木規[注 2]
  - 取締役副社長 : 丸藤正道
  - 取締役 : 山内隆裕
  - 取締役 : 小林友美
  - 執行役員 : 武田有弘